# Moses Kiptanui
Moses Kiptanui (født 1. oktober 1970 i Marakwet, Kenya) er en kenyansk atletikudøver (forhindringsløber), der tre gange i træk, i 1991, 1993 og 1995 blev verdensmester i 3000 meter forhindringsløb. Han vandt desuden sølv på distancen ved både OL i Atlanta 1996 og ved VM 1997.
Kiptanui blev den første mand i verden til at løbe et 3000 meter forhindringsløb på under 8 minutter, og hans præstationer gør, at han betragtes som en af historiens bedste forhindringsløbere.